# Phanerotoma semenowi
Phanerotoma semenowi är en stekelart som beskrevs av Kokujev 1900. Phanerotoma semenowi ingår i släktet Phanerotoma och familjen bracksteklar. Inga underarter finns listade i Catalogue of Life.